# Jérôme d'Ambrosio
Jérôme d'Ambrosio, belgijski dirkač Formule 1, * 27. december 1985, Etterbeek, Belgija.
D'Ambrosio je v sezoni 2011 debitiral v Formuli 1, v moštvu Virgin Racing, kjer je bil že v sezoni 2010 testni in tretji dirkač. Že na svoji prvi dirki kariere za Veliko nagrado Avstralije je dosegel najboljšo uvrstitev sezone, ki jo je ponovil še na dirki za Veliko nagrado Kanade. V prvenstvu je zasedel 24. mesto brez točk.

## Rezultati Formule 1
(legenda) (odebeljene dirke pomenijo najboljši štartni položaj, poševne pa najhitrejši krog, †-uvrščen kljub odstopu)
| Leto | Moštvo                 | Šasija        | Motor                  | 1      | 2       | 3      | 4      | 5      | 6      | 7      | 8     | 9     | 10     | 11     | 12     | 13      | 14     | 15     | 16     | 17     | 18      | 19     | 20  | Prv | Toč |
| ---- | ---------------------- | ------------- | ---------------------- | ------ | ------- | ------ | ------ | ------ | ------ | ------ | ----- | ----- | ------ | ------ | ------ | ------- | ------ | ------ | ------ | ------ | ------- | ------ | --- | --- | --- |
| 2010 | Virgin Racing          | Virgin VR-01  | Cosworth CA2010 2.4 V8 | BAH    | AVS     | MAL    | KIT    | ŠPA    | MON    | TUR    | KAN   | EU    | VB     | NEM    | MAD    | BEL     | ITA    | SIN TD | JAP TD | KOR TD | BRA TD  | ABU    |     | –   | –   |
| 2011 | Marussia Virgin Racing | Virgin MVR-02 | Cosworth CA2011 2.4 V8 | AVS 14 | MAL Ret | KIT 20 | TUR 20 | ŠPA 20 | MON 15 | KAN 14 | EU 22 | VB 17 | NEM 18 | MAD 19 | BEL 17 | ITA Ret | SIN 18 | JAP 21 | KOR 20 | IND 16 | ABU Ret | BRA 19 |     | 24. | 0   |
| 2012 | Lotus F1 Team          | Lotus E20     | Renault RS27-2012 V8   | AVS    | MAL     | KIT    | BAH    | ŠPA    | MON    | KAN    | EU    | VB    | NEM    | MAD    | BEL    | ITA 13  | SIN    | JAP    | KOR    | IND    | ABU     | ZDA    | BRA | 23. | 0   |